# Igła w Osterwie
Igła w Osterwie (słow. Ihla v Ostrve, niem. Elisenturm, węg. Erzsike-torony) – smukła skalna igła o wysokości 1877 m n.p.m. (według wcześniejszych pomiarów ok. 1890 m n.p.m. lub 1872 m) położona w zachodnich stokach masywu Osterwy opadających w kierunku Doliny Mięguszowieckiej w słowackiej części Tatr Wysokich. Igła w Osterwie znajduje się w górnej części żebra skalnego, które opada na zachód spod masywu Osterwy (dokładnie Zadniej Osterwy). Od wierzchołka Zadniej Osterwy jest ona oddzielona Wyżnim Siodełkiem pod Igłą, a od sąsiadującej z nią na północnym zachodzie Małą Igłą w Osterwie oddziela ją Niżnie Siodełko pod Igłą. Na wierzchołek Igły w Osterwie nie prowadzą żadne znakowane szlaki turystyczne, jest ona popularnym szczytem wspinaczkowym uczęszczanym przez taterników w celach treningowych.
Polskie i słowackie nazewnictwo Igły w Osterwie pochodzi bezpośrednio od Osterwy, natomiast nazwa niemiecka (Elisenturm) i jej węgierska kalka (Erzisketorony) zostały nadane przez Ernsta Dubkego (pierwszego zdobywcę) na część jego żony.

## Historia
Pierwsze wejścia turystyczne:
- Ernst Dubke i Johann Franz (senior), 7 lipca 1904 r. – letnie,
- Oskar E. Meyer wraz z żoną, 30 marca 1913 r. – zimowe[3].